# Corruptie

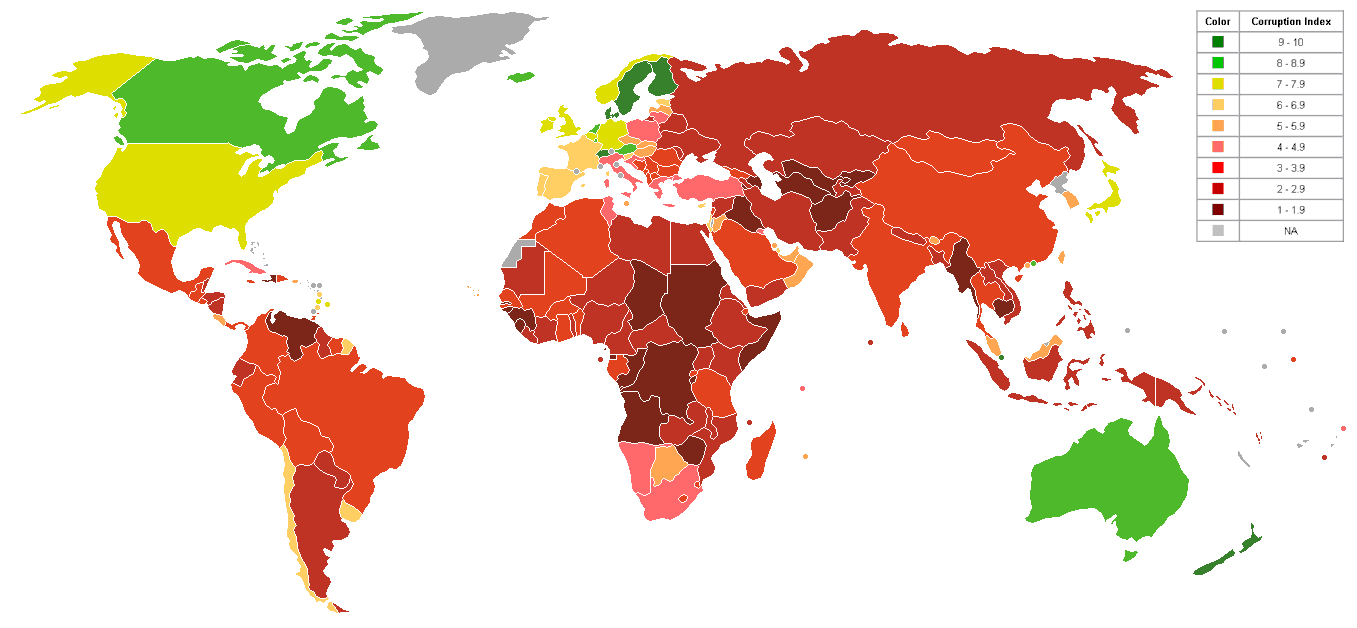
Wereldkaart van de Corruption Perceptions Index door de NGO Transparency International, die "de mate van perceptie van het bestaan van corruptie onder openbare bestuurders en politici" meet. Hoge aantallen (groen) wijzen op relatief weinig corruptie, terwijl lagere aantallen (rood) wijzen op relatief veel corruptie.

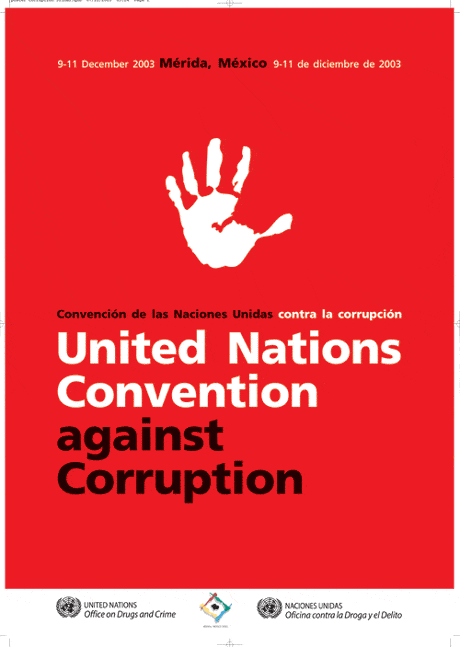
Verdrag van de Verenigde Naties tegen corruptie

Corruptie is het politieke, sociale of economische verschijnsel waarbij een machtspositie misbruikt wordt door een of meerdere personen om zichzelf of anderen ongeoorloofde gunsten te verlenen, in het laatste geval vaak in ruil voor wederdiensten of als vriendendienst. "Het kwaad van corruptie reikt tot in alle uithoeken van de wereld. Het vormt de kern van de meest urgente problemen die we kennen – van economische onzekerheid, tot endemische armoede, tot de altijd aanwezige dreiging van radicalisering en extremisme," aldus David Cameron, voormalig premier van het Verenigd Koninkrijk. Baksjisj is een term die veel in India en het Midden-Oosten wordt gebruikt.

## Onderscheid
Men kan op verschillende wijzen onderscheid maken tussen verschillende soorten corruptie:
- Naar hoedanigheid van de omgekochte of corrupt handelende persoon; men kan enerzijds een onderscheid maken tussen publieke en private corruptie, al naargelang de omgekochte persoon een positie bij de overheid of bij een onderneming heeft. Bij dit laatste kan men vooral denken aan vriendjespolitiek of het negeren van wettelijke vereisten voor een goed of dienst, zoals het krijgen van een betere kredietrating of het overslaan van antiwitwasprocures.
- Anderzijds is er het onderscheid tussen actieve en passieve corruptie. Passief is de aangestelde die zich laat betalen om zijn macht of bevoegdheid foutief aan te wenden, actief is de burger of de klant die de steekpenning betaalt.[1] Dat is nog niet hetzelfde als degene die het initiatief neemt: de steekpenning kan gevraagd, geëist of zelfs afgeperst worden door de functionaris, maar het initiatief kan ook van de burger komen en stilzwijgend aangenomen worden.
- Naar omvang; men kan kleine en grote corruptie onderscheiden. Kleine corruptie omvat kleine vaak voorkomende misstappen. Grote corruptie omvat grote schandalen waarbij belangrijke personen of ondernemingen betrokken zijn.
- Naar frequentie. Incidentele corruptie omvat eenmalige misstappen, bij endemische corruptie komt het zo vaak voor dat het als het ware in het systeem is 'ingebakken'. Wanneer een land endemisch corrupt is, is het vrijwel niet mogelijk iets te bereiken zonder toe te geven aan corruptie. Landen waar dit het geval is scoren zeer laag op de corruptieperceptie-index van Transparency International. Dit hoeft echter niet altijd zo te zijn. Bepaalde vormen van structurele corruptie, bijvoorbeeld rechters die het recht op een zodanige manier interpreteren dat dit gunstig voor een bepaalde groep is (klassenjustitie) wordt vaak niet door Transparency International meegenomen.
- Naar de hoedanigheid van de tegenprestatie. Dit kan in geld zijn, maar ook in natura, hetgeen het ook makkelijker maakt de corruptie te vermommen. Een voorbeeld is een farmaceutische onderneming die voor artsen aan seminar in Davos organiseert, alle seminar-, reis- en verblijfskosten betaalt, en verder niet controleert of de artsen in de conferentiehal of op de skipiste te vinden zijn. In ruil hiervoor schrijven de artsen geneesmiddelen van deze onderneming voor aan patienten.
- Naar het soort gedrag. Hoewel in verreweg de meeste gevallen sprake is van openlijke of verkapte omkoping, bestaan veel soorten misstappen die als corruptie kunnen gelden. Ook kan er sprake zijn van een combinatie van meerdere illegale gedragingen.
  - Omkoping. Bijvoorbeeld: een docent laat zich door iemand een geldbedrag betalen zodat diens zoon een goed rapport krijgt. De tegenprestatie kan overigens eveneens in natura zijn. Soms wordt er een wederdienst gepresenteerd om te verbloemen dat het om omkoping gaat; genoemde docent kan bijvoorbeeld tegen betaling naschoolse bijles aanbieden en de kinderen die deze bijles bijwonen betere cijfers geven.
  - Verduistering. Bijvoorbeeld: een wethouder is verslaafd aan gokken en steelt uit de gemeentekas om dit te bekostigen.
  - Fraude. Bijvoorbeeld: een ambtenaar sjoemelt met een vergunningsaanvraag van een familielid om deze goedgekeurd te krijgen.
  - Nepotisme. Bijvoorbeeld: een grootaandeelhouder zet de directie onder druk om zijn zoon, 20 en zonder werkervaring, tot hoofd Marketing te benoemen.
  - Witwassen. Bijvoorbeeld: een hoge ambtenaar wast zijn door omkoping verkregen geld wit via overheidsprojecten of helpt anderen hier tegen betaling mee.
  - Illegale overheidssteun. Bijvoorbeeld: een overheidsambtenaar kent een bedrijf (wellicht tegen betaling) subsidie toe terwijl het hier eigenlijk geen recht op heeft.
  - Discriminatie en klassenjustitie. Het zoontje van de fabrieksdirecteur krijgt een voorwaardelijke straf voor joyriding, een immigrant krijgt voor hetzelfde vergrijp een jaar gevangenisstraf opgelegd.
  - Machtsmisbruik. Bijvoorbeeld: een legerofficier verhuurt voor zijn eigen gewin dienstplichtigen als goedkope werkkrachten aan lokale bedrijven.
  - Chantage. Een politieagent eist in ruil voor zijn stilzwijgen geld en seksuele diensten van een prostituee.
  - Zogenaamde 'incentive payments' (prikkelbetalingen) vormen een grijs gebied. Dit zijn extra betalingen voor de snellere afhandeling van een reeds verplichte of toegezegde dienst. Omdat hier sprake is van oneerlijke behandeling (wie meer betaalt komt sneller aan de beurt) kan dit eveneens gezien worden als corruptie. Vaak worden deze betalingen gepresenteerd als gebruikelijk: "het is in ons land gebruikelijk om voor de aanvraag van deze vergunning standaard $ 100 bovenop de leges bij te betalen," of "de behandeltijd is 6 weken maar tegen een extra betaling van $ 100 word je ge-fast-tracked and duurt het 1 week." Een verwant verschijnsel is het betalen van sleutelgeld bij het huren van een woning.

## Effect
Corruptie is het symptoom van een slechte economische situatie, een slechte regering of een slecht ondernemingsbeleid. Het gaat ten koste van de arme of eerlijke mensen en is gunstig voor criminelen. Het beschadigt een van de fundamenten van de democratie en de openbare orde, namelijk dat iedereen dezelfde rechten heeft. Hiermee is corruptie ook ongunstig voor de rechtszekerheid. Corruptie leidt tot privileges aan degene die betaalt en onthoudt deze aan degene die niet betaalt. Er bestaat een negatieve correlatie tussen corruptie en economische groei: een lagere score met 2,4 punten op de corruptieperceptie-index van Transparency International (dus meer corruptie) kost een land 4% economische groei. Bovendien leidt dit tot 0,5% minder uitgaven voor onderwijs. Feitelijk is er sprake van een prisoner's dilemma en tragedie van de meent: voor ieder individu is het gunstig om corrupt gedrag te vertonen en kan men het nalaten zelfs zien als het laten liggen van een kans aangezien iedereen het doet. Voor de economie en de maatschappij als geheel is corruptie echter zeer schadelijk.

## Bestrijding en strafbaarstelling
Corruptie is in strijd met de integriteit van de corrupte persoon. In veel landen leggen ambtenaren hiervoor een ambtseed af. Het Belgische Strafwetboek (art. 246-253) noemt publieke omkoping, zowel actieve als passieve een daad tegen de openbare orde. Corrupte rechters worden het ergst gestraft (tot 15 jaar gevangenis). Private omkoping hoort volgens het Strafwetboek (art. 504bis-504quater) thuis onder de algemene noemer bedrog. De zwaarste straf is drie jaar. In sommige landen zijn speciale politie-eenheden en gerechtshoven aangewezen met als taak corruptiebestrijding.Echter het grootste probleem is dat er in de jaren een cultuur van corruptie is ontstaan want als iedereen meewerkt, zoals de griffie, de advocaten, het parket, de deurwaarders en de rechters, is het heel moeilijk om dit te bewijzen. Het belangrijkste element is geld. Een onderzoek van 4 jaar legt vast dat zelfs een veroordeling waarbij het bewijs ontbreekt, compleet onder het tapijt wordt geveegd.
Het Nederlandse Wetboek van Strafrecht bepaalt in art. 362 en volgende de strafbaarheid van corruptie van ambtenaren. Daarbij wordt verschil gemaakt tussen het vragen van een gift, belofte of dienst voor een beslissing, en het aanvaarden van ongevraagd aanbod van een gift, belofte of dienst. Voorts maakt het o.a. verschil of de ambtenaar al dan niet in strijd met zijn plicht handelt.

## Corruptie en cultuur
Corruptie kan bevorderd worden door culturele factoren; wanneer een cultuur een hoge tolerantie voor corruptie heeft en iedereen dit dus normaal vindt zal het ook sneller en vaker voorkomen. Een aantal concrete corruptiebevorderende factoren zijn:
- Sociale druk. Wanneer iemand het gevoel krijgt niet aan sociale verwachtingen te kunnen voldoen, zal hij of zij geneigd zijn 'vals te spelen'. Dit zal zich uiteraard sneller voordoen wanneer de lat van deze verwachtingen hoger wordt gelegd;
- Amoreel familiarisme, de verwachting een betere behandeling te krijgen van familieleden, vrienden en kennissen. Men kan hier ook denken aan patronage en informele netwerken;
- Religie. Protestantse landen lijken minder corruptiegevoelig dan oosters-orthodoxe en katholieke landen. De reden lijkt te liggen in de nadruk van protestantisme op de individuele verantwoordelijkheid jegens God, terwijl het katholicisme uitgaat van de nietigheid van de mens en vergeving van de zonden;[5]
- Democratisch gehalte. Over het algemeen zijn democratische staten transparanter en daardoor minder corrupt;
- Centralisatie; gedecentraliseerde landen zijn meestal minder corrupt;[6]
- Masculiniteit. Culturen met een hogere score in masculiniteit in het model van Geert Hofstede, hebben vaak een hogere tolerantie voor corruptie. Dit komt waarschijnlijk doordat masculiene culturen meer nadruk leggen op ambitie, concurrentie en een nietsontziend streven naar succes. In extreme gevallen, desnoods door middel van corruptie.[7]

## Corruptie in Nederland, België en Curaçao
Nederland staat op de 5e, België op de 15e plaats van de Corruption Perceptions Index 2015 van Transparency International.
De Rijksrecherche in Nederland doet strafrechtelijk feiten- en opsporingsonderzoek naar corruptie bij overheidsorganen. Hierbij wordt sinds 1 januari 2020 gebruik gemaakt van het Themaregister ambtelijke omkoping om signalen met elkaar in verband te brengen.
Niet altijd is het de rijksrecherche die het onderzoek uitvoert: De IRT-affaire, waarbij justitie en politie betrokken waren, deed in 1996 veel stof opwaaien. Ook de affaire-Prins Bernhard (steekpenningen) deed veel stof opwaaien.
In België was een Hoog Comité van Toezicht actief, sedert 2001 opgenomen in de federale politie, meer bepaald de Centrale Dienst voor de Bestrijding van Corruptie (CDBC). België werd eind april 2018 nog op de vingers getikt door GRECO, de anticorruptiewerkgroep van de Raad van Europa, wegens onvoldoende opvolgen van eerdere aanbevelingen voor de preventie van corruptie.
Een onderzoek van bijna 4 jaar legt de corruptie in Belgie bloot als er onroerend goed met overwaarde in het spel is. De advocaten, deurwaarders en de griffies werken hieraan mee en dekken elkaar in. Als het bewijsmateriaal ontbreekt waarop de veroordeling gebaseerd is, is het onmogelijk om herziening van gewijsde te verkrijgen want dat is een bijzondere procedure. Er is geen enkele mogelijkheid om fouten van de Belgische Staat gecorrigeerd te krijgen als alle rechtsmiddelen, dat is hoger beroep en cassatie uitgeput zijn. Het Belgische systeem biedt geen optie voor de talloze nietigheden die in deze corruptiezaak verricht zijn. Peter van Calster heeft dit dossier destijds opgesteld.
Corruptie is op Curaçao diep ingeworteld in de cultuur. Zelfverrijking door het gebruik van publieke middelen komt veelvuldig voor.

## Speltheoretische benadering
Corruptie kan men speltheoretisch zien als een collectief prisoner's dilemma, waarbij een enkeling tegen de groep speelt. Wanneer niemand corrupt is gaan de economische toestand en rechtszekerheid erop vooruit. Wanneer een enkeling corrupt is terwijl alle anderen dat niet zijn, kan hij zijn positie sterk verbeteren ten opzichte of zelfs ten koste van alle anderen. Wanneer iedereen corrupt is, zullen echter de economie en de rechtszekerheid eronder lijden, wat zich vertaalt in lager levenspeil. Echter, wanneer een enkeling besluit niet corrupt te zijn terwijl alle anderen dit wel zijn, zal deze enkeling in een slechtere positie terechtkomen dan alle anderen; omdat iedereen corrupt is zijn de omstandigheden zo slecht dat men zonder corruptie niet rond kan komen. De verleiding is dan groot alsnog corrupt te zijn. Men spreekt hier ook wel van de tragedie van de meent. Een dergelijk prisoner's dilemma kan worden doorbroken worden door een harde aanpak van corruptie en culturele intolerantie jegens corruptie.
|                     | Iedereen is rechtschapen                                        | Iedereen is corrupt                                                   |
| ------------------- | --------------------------------------------------------------- | --------------------------------------------------------------------- |
| Ik ben rechtschapen | (2,2) Iedereen is beter af.                                     | (0,1) Iedereen is slechter af maar ik zelfs nog slechter dan de rest. |
| Ik ben corrupt      | (3,2) Iedereen is beter af maar ik zelfs nog beter dan de rest. | (1,1) Iedereen is slechter af.                                        |

## Bekende corruptie- en smeergeldzaken
- Agusta-affaire
- Banco Ambrosiano
- Silvio Berlusconi
- Calciopoli
- Anthony Godett
- Corruptiezaak bij FIFA
- Imran Khan
- Lockheed-affaire
- Luiz Inácio Lula da Silva
- Jorge Emilio González Martínez
- Mensalão-schandaal
- Operatie Lava Jato
- RTT-schandaal
- Ranko Stojić
- Franz von Sickingen